# Tell Me You Love Me (bài hát của Demi Lovato)
Tell Me You Love Me là 1 bài hát của nữ ca sĩ/nhạc sĩ người Mĩ Demi Lovato. Nó được chắp bút bởi Kyrby Lauryen, Stint và John Hill, mà Stint và John Hill cũng là nhà sản xuất của bài hát. Nó được phát hành bởi Hollywood, Island và Safehouse Records vào ngày 24 Tháng 8, 2017 như là đĩa đơn quảng bá đầu tiên cho album cùng tên. Bài hát sau đó trở thành đĩa đơn chính thức thứ hai và cũng là đĩa đơn cuối cùng từ album nói trên vào ngày 14 Tháng 11, 2017. Bài hát xuất hiện trên các đài radio hot adult contemporary vào ngày 22 Tháng 1, 2018. Lovato cho rằng bài hát này nói về "sự tổn thương sau khi kết thúc một mối quan hệ nghiêm túc và có một thời gian khó khăn với nó."

## Diễn biến trên bảng xếp hạng
Bài hát không gặt hái được quá nhiều thành công như đĩa đơn đầu tiên từ album, "Sorry Not Sorry"; khi mà nó chỉ nằm trong top 60 trên bảng xếp hạng Billboard Hot 100 tại Hoa Kỳ. Ở Anh, bài hát vươn đến vị trí #85. "Tell Me You Love Me" cũng không góp mặt trong các bảng xếp hạng tại các thị trường lớn như Úc và Ireland. Mặc dù vậy, bài hát vẫn được chứng nhận bạch kim bởi Hiệp hội Công nghiệp ghi âm Hoa Kỳ.

## Xếp hạng
| Bảng xếp hạng (2017–18)                         | Vị trí cao nhất |
| ----------------------------------------------- | --------------- |
| Bỉ (Ultratip Flanders)                          | 15              |
| Canada (Canadian Hot 100)                       | 32              |
| Canada CHR/Top 40 (Billboard)                   | 45              |
| Cộng hòa Séc (Singles Digitál Top 100)          | 50              |
| France (SNEP)                                   | 185             |
| Trường songid là BẮT BUỘC CHO BẢNG XẾP HẠNG ĐỨC | 91              |
| Greece (IFPI Charts)                            | 41              |
| Ireland (IRMA)                                  | 92              |
| Israel (Media Forest TV Airplay)                | 3               |
| New Zealand Heatseekers (RMNZ)                  | 6               |
| Philippines (Philippine Hot 100)                | 74              |
|                                                 |                 |
| Scotland (OCC)                                  | 58              |
| Slovakia (Rádio Top 100)                        | 85              |
| Slovakia (Singles Digitál Top 100)              | 52              |
| Tây Ban Nha (PROMUSICAE)                        | 46              |
| Sweden Heatseeker (Sverigetopplistan)           | 6               |
| Anh Quốc (OCC)                                  | 85              |
| Hoa Kỳ Billboard Hot 100                        | 53              |
| Hoa Kỳ Adult Pop Airplay (Billboard)            | 36              |
| Hoa Kỳ Dance Club Songs (Billboard)             | 2               |
| Hoa Kỳ Dance/Mix Show Airplay (Billboard)       | 39              |
| Hoa Kỳ Pop Airplay (Billboard)                  | 19              |